# Malachi (Vorname)
Malachi ist ein männlicher Vorname.

## Herkunft und Bedeutung
Malachi, hebräisch מַלְאָכִי malʾāḵî, ist vermutlich eine Kurzform des hebräischen Namens מַלְאֲכִיָּהוּ malʾᵃḵijāhū, der sich aus מַלְאָךְ malʾāḵ „Bote“, „Gesandter“, „Engel“ und dem Gottesnamen יהוה jhwh zusammensetzt. Somit bedeutet der Name „mein [schützender] Engel [ist JHWH]“. Es ist der Name des Propheten Maleachi im Alten Testament.
Formal ließe sich מַלְאָכִי malʾāḵî auch als Titel verstehen – מַלְאָךְ malʾāḵ „Bote“, „Gesandter“, „Engel“ mit Suffix 1. Ps. Sg.: „Mein Bote“. So interpretiert die Septuaginta. Aufgrund der Überschriftengestaltung in Mal 1,1  und da der Gebrauch von מלאכי mlʾḵj als Eigenname bezeugt ist ist jedoch davon auszugehen, dass es sich in Prophetenbuch um einen Eigennamen handelt.

## Verbreitung
In Israel zählt der Name מַלְאָכִי malʾāḵî [mal.ʔa.ˈχi] seit 2016 zu den 100 beliebtesten Jungennamen. Im Jahr 2020 belegte er mit Rang 71 seine bis dahin höchste Platzierung in der Hitliste.
Im englischen Sprachraum ist Malachi [ˈmæl.ə.kaɪ] ebenfalls verbreitet.
In England kam der Name nach der Reformation in Gebrauch. Heute ist er in England und Wales geläufig, wird jedoch nicht sehr häufig gewählt. Von 2002 bis 2018 zählte er zu den 300 meistgewählten Jungennamen und erreichte jedoch lediglich im Jahr 2005 die Top-200 der Vornamenscharts (Rang 191). Im Jahr 2023 belegte er Rang 321.
In den USA wurde Malachi im ausgehenden 19. und beginnenden 20. Jahrhundert gelegentlich vergeben, erreichte jedoch nie die 500 meistgewählten Jungennamen. Von 1911 bis 1986 fand er sich kein einziges Mal unter den 1000 häufigsten Jungennamen. Dann gewann er an Beliebtheit. Stand er im Jahr 1987 noch auf Rang 990 der Vornamenscharts, erreichte er bereits 10 Jahre später die Top-500. Seit 2003 zählt er zu den 200 beliebtesten Jungennamen des Landes. Zuletzt erreichte er mit Rang 146 seine bislang höchste Platzierung in den Vornamenscharts (2023).

## Varianten
- Arabisch: مَلاخِي maʾlḫiy
- Bulgarisch: Малахия Malachija
- Dänisch: Malakias
- Deutsch: Maleachi
- Englisch: Malakai
- Esperanto: Malaĥi
- Fidschi: Malakai
- Französisch: Malachie
- Griechisch: Μαλαχίας Malachías
  - Altgriechisch: Μαλαχίας Malachías
- Hebräisch: מַלְאָכִי malʾāḵî, מַלְאֲכִיָּהוּ malʾᵃḵijāhū, מַלְאֲכִיָּה malʾᵃḵijā
- Italienisch: Malachia
- Kroatisch: Malahija
- Latein: Malachi
- Niederländisch: Maleachi
- Persisch: ملاکی maʾlkiy
- Polnisch: Malachiasz
- Portugiesisch: Malaquias, Malaque
- Rumänisch: Maleahi
- Russisch: Малахию Malachiju
- Schwedisch: Malaki
- Spanisch: Malquías
- Tongaisch: Malakai
- Tschechisch: Malachiáše
- Türkisch: Malaki

## Namensträger
- Malachi ben Jakob Ha-Kohen (gestorben 1785–1790), italienischer Gelehrter und Rabbiner
- Malachi Austin (* 2007), guyanischer Leichtathlet
- Malachi Barton (* 2007), US-amerikanischer Schauspieler
- Malachi Beit-Arié (1937–2023), israelischer Kodikologe und Paläograph
- Malachi Boateng (* 2002), englischer Fußballspieler
- Malachi Favors (1937–2004), amerikanischer Jazz-Bassist
- Malachi Flynn (* 1998), US-amerikanischer Basketballspieler
- Malachi Kirby (* 1989), britischer Schauspieler
- Malachi Martin (1921–1999), amerikanischer Kritiker des Zweiten Vatikanischen Konzils
- Malachi Murch (* 1995), australischer Volleyballspieler
- Malachi Thompson (1949–2006), US-amerikanischer Jazztrompeter
- Malachi Throne (1928–2013), US-amerikanischer Film- und Bühnenschauspieler

weiterer Vorname
- Titus Malachi Bramble (* 1981), englischer Fußballspieler